# Fürstlich Leiningensches Archiv Amorbach
Das Fürstlich Leiningensche Archiv in Amorbach ist das Privatarchiv der Familie von Leiningen und eines der größten Adelsarchive Bayerns.
Seine Bestände aus der Zeit vor 1800 – es enthält an die 5000 Urkunden seit 1196 und mehrere spätmittelalterliche Kopialbücher – betreffen vor allem die linksrheinische Pfalz. Außerdem verwahrt es einen Restbestand des Amorbacher Klosterarchivs sowie die Überlieferung des nur von 1803 bis 1806 bestehenden Fürstentums Leiningen (Ämter Amorbach, Buchen, Miltenberg und Tauberbischofsheim, ehemals Kurmainz, Boxberg und Mosbach, ehemals Kurpfalz sowie Hardheim und Rippberg, ehemals Hochstift Würzburg) und der anschließenden Standesherrschaft. Zugleich ist es Hausarchiv der bis heute bestehenden Familie der ehemaligen Fürsten zu Leiningen.
Vom Archiv wird neben anderen Sammlungen auch die bedeutende Hofbibliothek mit Resten der Klosterbibliothek Amorbach verwaltet. Diese wird bei Führungen gezeigt.
Seit Herbst 2003 war das Archiv für die Benutzung vom Eigentümer bis auf Weiteres aus finanziellen Gründen geschlossen, ist aber inzwischen wieder nach Vereinbarung zugänglich.